# بدین
بدین (به چکی: Bdín) یک شهر در جمهوری چک است که در ناحیه راکوونیک واقع شده‌است.